# Osterhagen

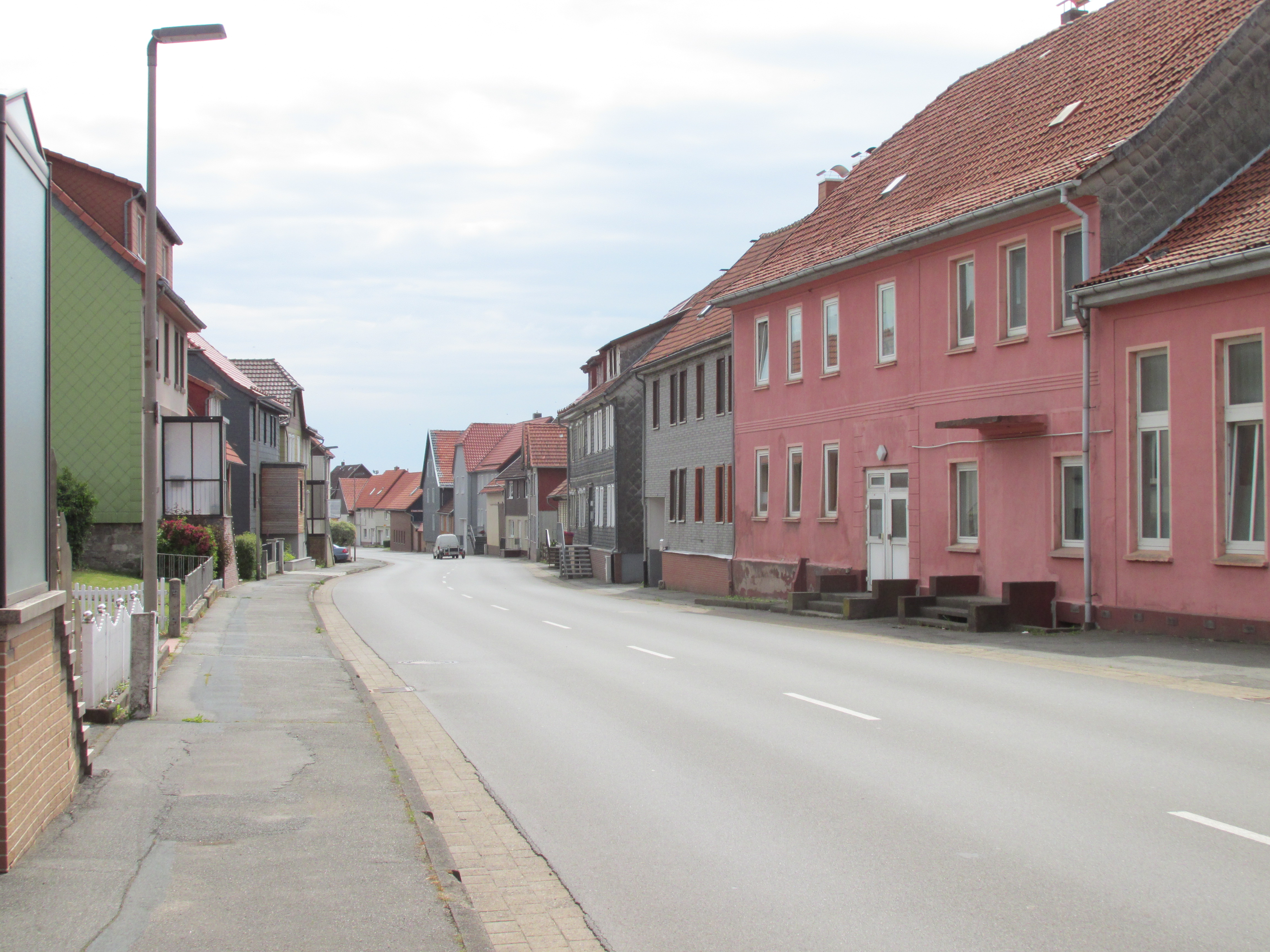
Straßenbild in Osterhagen

Osterhagen ist ein Straßendorf im südwestlichen Harzvorland und Ortsteil von Bad Lauterberg im Landkreis Göttingen (ehemals Osterode) in Südniedersachsen, Deutschland, mit rund 650 Einwohnern.

## Geographie
Der Ort liegt am Südharz zwischen Bad Lauterberg und Bad Sachsa direkt auf der Elbe-Weser-Wasserscheide, hier die Wasserscheide zwischen Helme und Oder. Hier am ehemaligen Bahnhof befindet sich auch der Scheitelpunkt der Südharzstrecke Nordhausen-Northeim. Ebenso befindet sich hier der Scheitelpunkt der Bundesstraße 243. Durch seine Position auf dem Sattel der Hauptwasserscheide wo viele Verkehrswege durchführen hat der Ort die Funktion deines Gebirgspasses zwischen dem Harz und dem Silkeröder Hügelland. Gleichzeitig befindet sich der Ort an der Benrather Linie, der Grenzlinie zwischen dem Niederdeutschen  und Mitteldeutschen Dialekt, hier zwischen dem Ostfälischen und dem Nordthüringischen. Obwohl hier im Ort der Niederdeutsche Dialekt überwiegt, dadurch das der Ort vom benachbarten Bartolfelde her besiedelt wurde. Im Helme-Einzugsgebiet befindlichen Nachbarort Steina dagegen sprechen die Einheimischen bereits Nordthüringer Dialekt. Die Wasserscheide bildete auch die alte Grenze zwischen dem thüringischen Helmegau und dem Niedersächsischen Liesgau, wobei der Ort selbst eher dem Liesgau zuzuordnen ist, da die genauen Grenzen nicht genau ersichtlich sind. Umliegende Ortschaften sind im Westen Bartolfelde, im Norden Bad Lauterberg, im Ost-Südosten Steina und im Südwesten Weilrode. Im Nordosten erstreckt sich der Harz, im Südwesten das Silkeröder Hügelland.

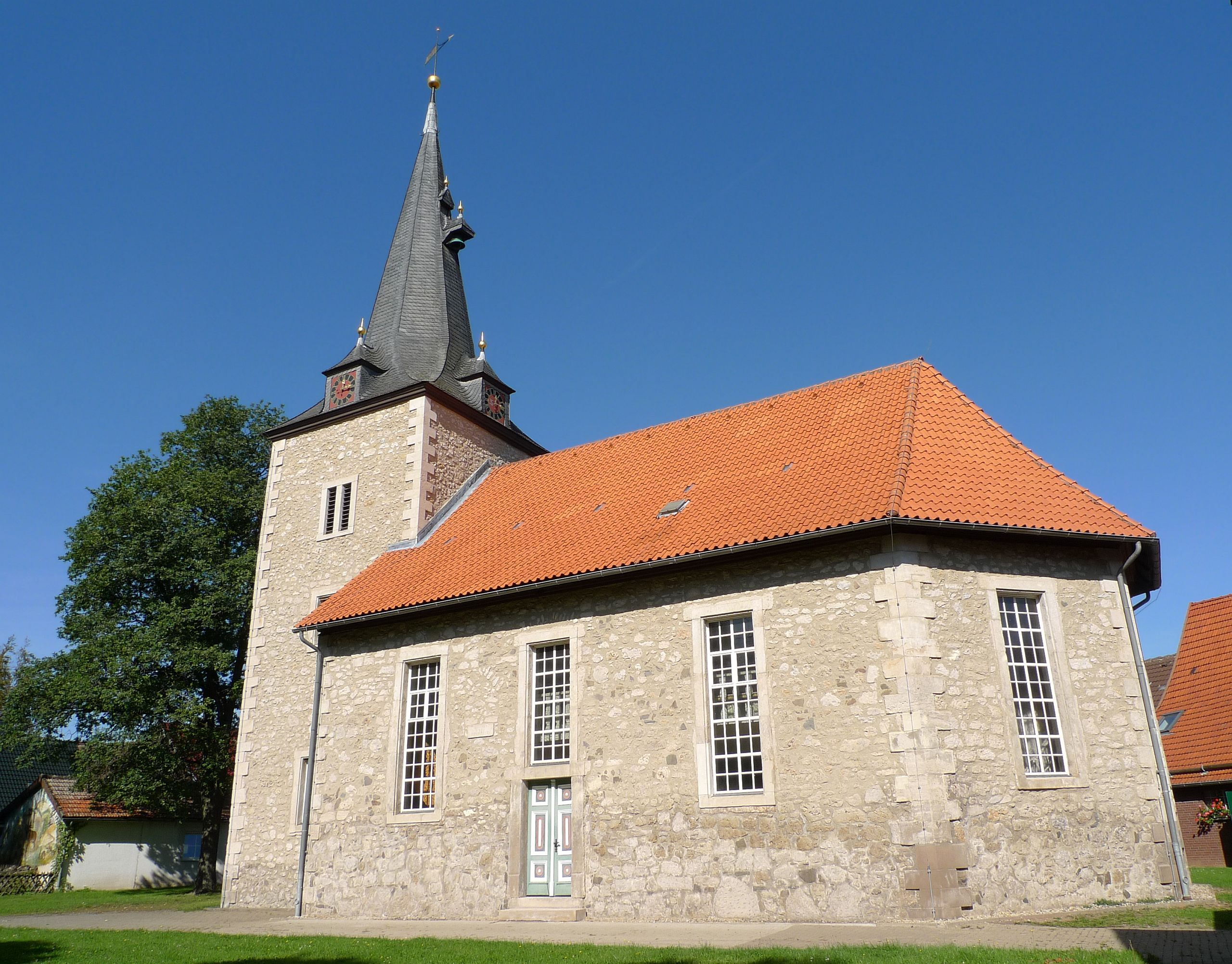
Ev. St.-Martins-Kirche

## Geschichte
Die erste urkundliche Erwähnung von 1257 ist bereits identisch mit der heutigen Schreibweise. Als Kompositum aus altsächsisch ostar- und -hagen bedeutet der Name umfriedetes Landstück im Osten. Die ersten Siedler dürften demnach aus dem deutlich älteren Bartolfelde kommen, das westlich des Dorfes liegt. Ein älterer hölzerner Kapellenbau ist auf das Jahr 1688 datiert, die heutige St. Martin-Kirche stammt aus dem Jahr 1766. Das Orgelgehäuse ist mit einem reichen Schnitzwerk ausgestattet, welches aus der Kirche St. Servatius in Duderstadt stammt.
Am 5. Juli 1944 wurde in einer ehemaligen Ziegeleigrube nahe Osterhagen ein Außenlager des KZ Mittelbau-Dora für ca. 300 Häftlinge errichtet mit dem nicht erreichten Ziel, die Trasse der Helmetalbahn zwischen Osterhagen und Nordhausen fertigzustellen. Nach mehreren Todesmärschen zu Fuß und einem Räumungstransport per Bahn wurden die meisten Häftlinge beim Massaker in der Isenschnibbe Feldscheune am 13. April 1945 in Gardelegen ermordet. Heute befinden sich ein Gedenkstein und eine Informationstafel am Rande des ehemaligen Lagergeländes. Sechs unbekannte KZ-Häftlinge sind auf dem örtlichen Friedhof begraben. Auch die Dauerausstellung der Gedenkstätte Feldscheune Isenschnibbe Gardelegen erinnert an das frühere KZ-Außenlager.
Am 1. Juli 1972 wurde Osterhagen durch die Gebietsreform in Niedersachsen in die Stadt Bad Lauterberg eingegliedert.
Im Juli 2025 ging der Solarpark Osterhagen ans Netz. Mit jährlich rund 10,1 Millionen produzierten Kilowattstunden (kWh) leistet die neue Freiflächenanlage einen wichtigen Beitrag zur regionalen Stromversorgung und kann rechnerisch rund 3.080 Haushalte versorgen. Auf einer Fläche von 8,6 Hektar wurden insgesamt 17.616 Photovoltaikmodule installiert, die eine Gesamtleistung von 10,65 Megawattpeak (MWp) erbringen. Der Bau des Solarparks wurde von der Energiesysteme Groß GmbH & Co. KG (ESG) aus Niestetal bei Kassel realisiert. Eigentümer der Flächen ist Frank Belzer.

## Ortsrat
Osterhagen hat einen Ortsrat mit fünf Mitgliedern. Die Kommunalwahl 2021 ergab folgendes Ergebnis und folgende Sitzverteilung:
- SPD: 2
- WgiR: 2
- CDU: 1

## Natur
Der Karstwanderweg führt südlich von Osterhagen durch das Naturschutzgebiet Steingrabental – Mackenröder Wald.
Unweit von Osterhagen befindet sich das Weingartenloch, eine vermeintliche Schatzhöhle im Karst, um die sich viele Sagen ranken.

## Persönlichkeiten
- Heinrich Wilhelm Ludwig Wege (1844–1908), Architekt